# Kanlong Taizi Hotel
Le Kanlong Taizi Hotel est un gratte-ciel en construction à Wuhan en Chine. Il s'élèvera à 212 mètres. Son achèvement est prévu pour 2018. 